# Esoteric
Esoteric es una banda inglesa de funeral doom metal fundada en 1992 en Birmingham. Con siete álbumes de estudio y una maqueta o demo, es ampliamente considerada como uno de los primeros grupos en desarrollar el estilo funeral doom. Los músicos han citado a una variedad de grupos como influencias, como las bandas de metal Morbid Angel y My Dying Bride, artistas más psicodélicos como Pink Floyd, Spacemen 3 y King Crimson, y los géneros industrial y dark ambient.

## Historia
Esoteric se formó en 1992, y en 1993 lanzó Esoteric Emotions - The Death of Ignorance, una maqueta que contiene 82 minutos de material en un total de ocho pistas. Poco tiempo después recibieron una oferta de Aesthetic Death para grabar un CD completo con material nuevo.
En junio de 1994, Esoteric ingresó a los estudios Rich Bitch en Birmingham para grabar seis pistas que se lanzarían como un CD doble, titulado Epistemological Despondency. Poco después de la grabación de este álbum, Stuart Blenkinsop (guitarra) y Darren (batería) abandonaron la banda, dejando a Greg Chandler (voz), Bryan Beck (bajo), Simon Phillips y Gordon Bicknell (guitarras). En septiembre de ese año, Steve Peters se unió a Esoteric como guitarrista. Sin embargo aún no habían encontrado un baterista idóneo.
Habiendo tocado solo un puñado de conciertos en el Reino Unido, Esoteric viajaría a una gira en Alemania. A mitad de la misma se vieron obligados a dar marcha atrás después de que una lesión en la pierna de Steve les impidiera continuar. En junio de 1995, la banda volvería a la carretera con una pequeña gira por el Reino Unido. Esta también se interrumpió tras solo dos shows, cuando su equipo fue destruido por un incendio. Una vez lograron reponerlo, Esoteric comenzó a prepararse para la grabación de su segundo lanzamiento bajo el sello Aesthetic Death Records.
En 1996 Esoteric ingresaría al estudio una vez más para grabar The Pernicious Enigma, su segundo CD doble y que consta de 9 pistas. Hacia fines de 1997, un día antes de partir para una breve gira por Alemania, Simon (guitarra) dejaba la banda sin previo aviso. Greg pudo ocupar su lugar prontamente. Desde entonces se convertiría en uno de los guitarristas de la banda.
El progreso de Esoteric se estaba frenando sin una formación completa, y, con crecientes compromisos de trabajo, las tres pistas que llevaban desarrollando durante un período de dos años se grabaron para dar paso a material nuevo. Sin un baterista permanente, Esoteric se vio obligado a recurrir a una batería de sesión, proporcionada por Keith York. Eibon Records (Italia) se ofreció a publicar las pistas grabadas con ingeniería de sonido y producción propias, sin la ayuda de técnicos profesionales de mezcla y/o masterización, y, en 1999, se lanzó Metamorphogenesis .
En mayo de 2002, solo una semana antes de que Esoteric comenzara a grabar su cuarto álbum, Bryan (bajo) abandonaba la banda, dejando a los tres miembros restantes para la grabación. Esta se hizo en intervalos durante un período que abarcó el resto del año 2002 y se adentró en 2003, usando músicos de sesión (como en su álbum anterior) como Keith York en la batería y Trevor Lines en el bajo. Después de negociar con varios sellos, Esoteric firmaría con los franceses Season of Mist. El álbum titulado Subconscious Dissolution into the Continuum fue lanzado el 28 de junio de 2004.
Esoteric completó su formación a mediados de 2003, incluyendo a Andy Semmens (batería) y Mark Bodossian (bajo). Además, Olivier Goyet se unió a la banda como tecladista, lo que les permitió orquestar mejor su material en los directos, donde el uso de un instrumento adicional se ha vuelto necesario para emular la complejidad de las grabaciones de estudio. Tras ello hubo una serie de shows y giras por toda Europa, entre 2004 y 2005.
En 2005 Semmens dejaría la banda, Steve Peters haría lo propio en 2007 y Olivier Goyet a mediados de 2009. Kris Clayton (fundador de Camel of Doom) se unió como guitarrista de sesión en vivo en 2007. Este arreglo se mantuvo hasta 2009 cuando Ilia Rodríguez asumió las funciones en vivo. Jim Nolan, un tercer guitarrista permanente fue enlistado a finales de 2009. Joe Fletcher se unió como baterista a principios de 2007. El quinto álbum titulado The Maniacal Vale fue grabado en Priory Recording Studios y lanzado en junio de 2008, con gran aplauso de la crítica. Desde entonces, Esoteric ha actuado en directo por toda Europa. El miembro fundador y guitarrista Gordon Bicknell abandonó brevemente a principios de 2011 por razones desconocidas, contribuyendo con guitarras y teclados en una sola pista ("Non-Being") en el sexto álbum de estudio de la banda, Paragon of Dissonance, que se lanzó el 11 de noviembre de 2011 en Europa y el 15 noviembre en el resto del mundo. Desde entonces se ha reincorporado.
Tras ocho años de ausencia, Esoteric publicaría su más reciente disco, y, nuevamente, un disco doble, titulado A Pyrrhic Existence, en noviembre de 2019.

## Discografía
Maquetas
- Esoteric Emotions – The Death of Ignorance (autoeditado, 1993)

Álbumes de estudio
- Epistemological Despondency (Aesthetic Death, 1994)
- The Pernicious Enigma (Aesthetic Death, 1997)
- Metamorphogenesis ( Eibon Records, 1999)
- Subconscious Dissolution into the Continuum (Season of Mist, 2004)
- The Maniacal Vale (Season of Mist, 2008)
- Paragon of Dissonance (Season of Mist, 2011)
- A Pyrrhic Existence (Season of Mist, 2019)

## Miembros

### Actuales
- Greg Chandler - voz (1992-presente), guitarra (1999-presente)
- Mark Bodossian - bajo (2003-presente)
- Joe Fletcher - batería (2007-presente)
- Kris Clayton - guitarra (2007-2009, 2019-presente)
- Simon Walcroft - guitarra (2020-presente)

### Anteriores
- Darren Earl - batería (1992-1994)
- Stuart Blenkinsop - guitarra (1992-1994)
- Simon Phillips - guitarra (1992-1997)
- Bryan Beck - bajo (1992-2002)
- Gordon Bicknell - guitarras (1992-2019),[6] teclados (1992-1996)
- Andy Semmens - batería (2003-2005)
- Steve Peters - guitarra (1994-2007)
- Olivier Goyet - teclados (2003-2009)
- Jim Nolan - guitarra (2009-2019)
- Jan Krause - teclados (2012-2014)

### De sesión
- Anthony - batería (grabación)
- Keith York - batería (grabación)
- Trevor Lines - bajo (grabación)
- Ilia Rodríguez - guitarra (en vivo)

### Invitados
- Tom Kvålsvoll (Paradigma/ Dødheimsgard ) – voz ( Metamorphogenesis )